# Elachiptera aquila
Elachiptera aquila är en tvåvingeart som beskrevs av Wheeler 2003. Elachiptera aquila ingår i släktet Elachiptera och familjen fritflugor. Inga underarter finns listade i Catalogue of Life.